# さくら咲く
有限会社さくら咲く（さくらさく）は、日本の芸能事務所。所在地は東京都渋谷区神宮前のリッツ外苑。

## 概要
代官山プロダクションに所属していた嘉門タツオ（旧名・嘉門達夫）が、同社の倒産を機に設立した芸能事務所で、嘉門の妻が社長を務めている。
さくら咲くが入っているリッツ外苑にはクラッチ.東京オフィスも入っており、嘉門タツオとACTIONはクラッチ.とマネジメント業務提携している。

## 所属タレント
- 嘉門タツオ
- ACTION - 嘉門と共に代官山プロダクションから当社に移っている。